# Jacques Chevallier (A725)
El Jacques Chevallier (A725) es el primer buque de aprovisionamiento logístico de la clase bâtiments ravitailleurs de forces (BRF) de la Marine nationale de Francia. Fue puesto en gradas en 2021 y botado en 2022.

## Construcción y características
Construido por Chantiers de l'Atlantique, fue colocada su quilla el 24 de diciembre de 2021 y fue botado el 29 de abril de 2022. Su entrega está prevista para 2023.